# الشاربة (مبين)

تعديل مصدري - تعديل

الشاربة هي إحدى قرى عزلة بني الشومي بمديرية مبين التابعة لمحافظة حجة، بلغ تعداد سكانها 329 نسمة حسب تعداد اليمن لعام 2004.